# Merempan Hilir
Merempan Hilir is een bestuurslaag in het regentschap Siak van de provincie Riau, Indonesië. Merempan Hilir telt 2172 inwoners (volkstelling 2010).